# Minami-ku (Niigata)
Minami-ku (南区?) è uno degli otto quartieri amministrativi della città di Niigata, in Giappone.